# Balázs Orbán (politik)
Balázs András Orbán (maďarsky Orbán Balázs András; * 13. února 1986, Budapešť) je maďarský právník, politolog, pravicový politik, státní úředník a univerzitní pedagog.

## Biografie
Narodil se roku 1986 v Budapešti v tehdejší Maďarské lidové republice. Absolvoval studium práv na Univerzitě Loránda Eötvöse (ELTE). Od 22. května 2018 do 24. května 2022 působil jako parlamentní a strategický státní tajemník kanceláře předsedy vlády. V parlamentních volbách roku 2022 byl zvolen poslancem Zemského sněmu za stranu Fidesz – Maďarská občanská unie.
Podle Barometru vlivu (tzv. Befolyás-barométer) se v roce 2023 umístil na 16. místě v žebříčku nejvlivnějších osob v maďarském veřejném životě.

## Soukromý život
Je ženatý a má dvě děti. 
Vedle rodné maďarštiny hovoří ještě anglicky a německy.

## Publikace
- Ezer éve Európa közepén: A magyar állam karaktere. Budapest: Mathias Corvinus Collegium, 2019. (maďarsky)
- A magyar stratégiai gondolkodás egyszeregye. Budapest: MCC Press Kft., 2020. ISBN 978-615-6221-01-8. (maďarsky)
- Magyarország, 2020: 50 tanulmány az elmúlt 10 évről. Budapest: Mathias Corvinus Collegium, 2020. ISBN 978-615-6221-02-5. (maďarsky)
- Der ungarische Staat: Ein interdisziplinärer Überblick. Berlin: Springer, 2021. ISBN 978-3658276157. (německy)
- Tabliczka mnożenia: Rzecz o węgierskim myśleniu strategicznym. Warszawa: Wacłav Felczak Lengyel–Magyar Együttműködési Intézet, 2022. (polsky)
- A magyar stratégiai gondolkodás egyszeregye. Budapest: MCC Press, 2022. (maďarsky)
- Huszárvágás: A konnektivitás magyar stratégiája. Budapest: MCC Press, 2023. ISBN 9789636440428. (maďarsky)